# アブディ・イペクチ・アリーナ

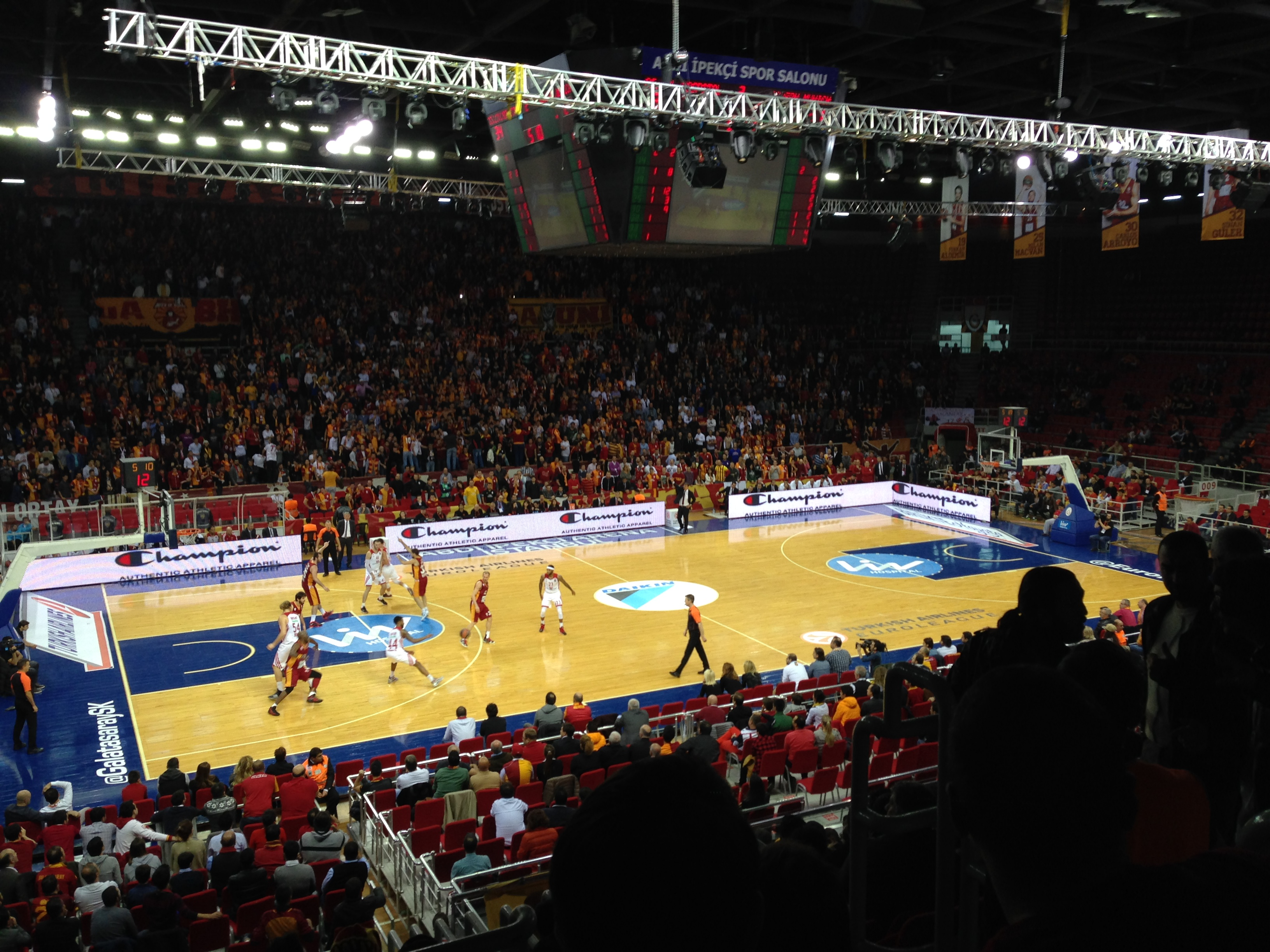

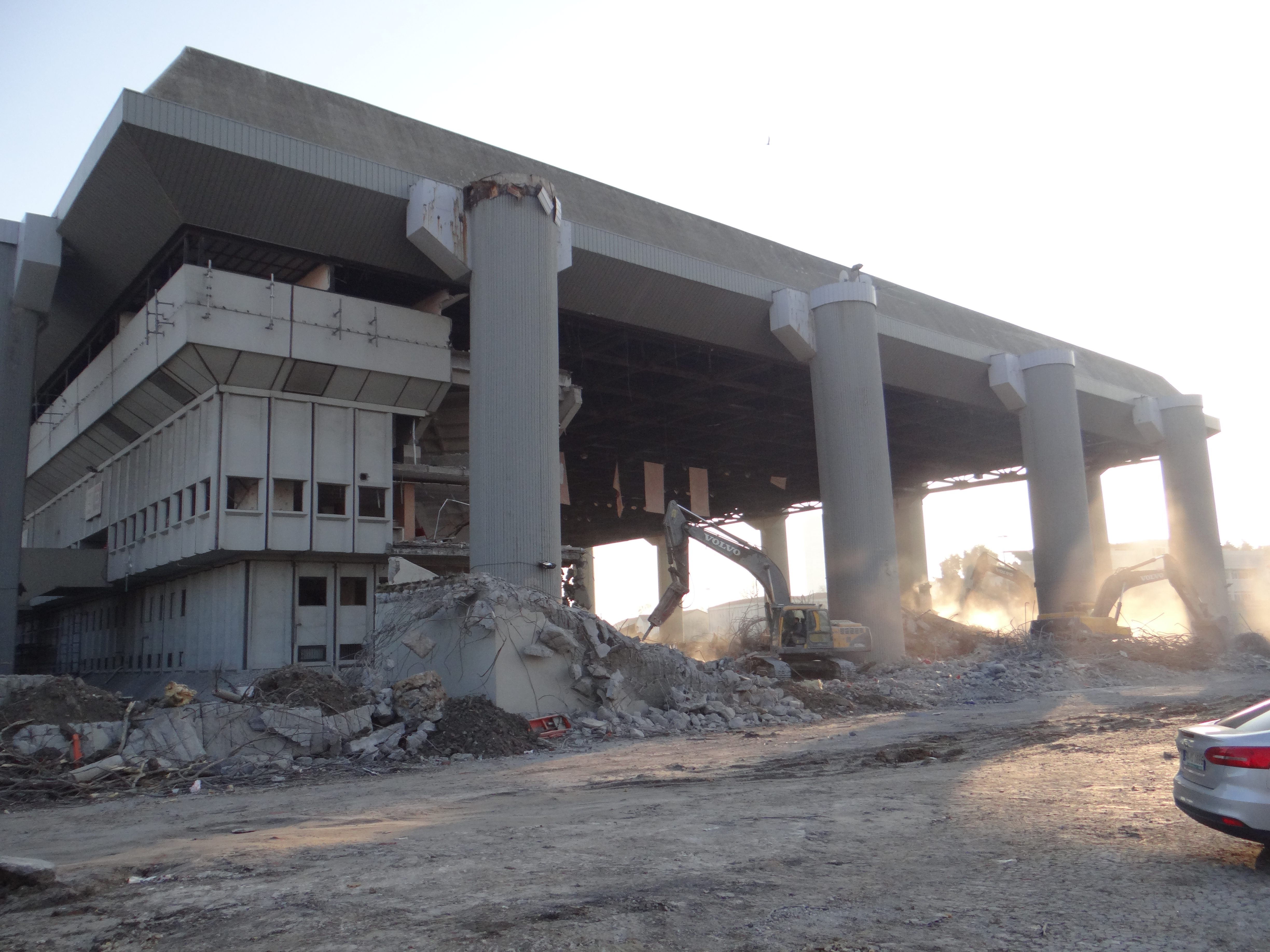
解体中のアリーナ（2018年2月）

アブディ・イペクチ・アリーナ（Abdi İpekçi Arena）はトルコ・イスタンブールにあった多目的アリーナである。トルコバスケットボール連盟が所有していた。

## 歴史
1979年に起工し、数年間建設が中断された後、1989年6月3日に開場した。命名の由来は1979年に暗殺されたジャーナリストのアブディ・イペクチである。以降20年間、イスタンブールの主要なバスケットボールの会場となり、イスタンブールの4つのトップバスケットボールクラブ（アナドル・エフェス、フェネルバフチェ、ガラタサライ、ベシクタシュ）が本拠地としたことがある。バスケットボールのほかにも多くのスポーツイベントやコンサートなどが開催された。しかし、2010年にスィナン・エルデム・ドームが開場したことで、重要性は低下した。

### 閉鎖
2016/17シーズンの後にアリーナは閉鎖され、2018年の初めに解体された。跡地には、バスケットボールのトレーニングセンターが建設されることになっている。アナドル・エフェスとガラタサライは2017/18シーズンからスィナン・エルデム・ドームを本拠地としている。ガラタサライは数年後に新しく建造する独自のアリーナに移動する予定である。フェネルバフチェは2012年にウルケルスポーツアリーナに本拠地を移した。

## 施設
アリーナの収容人数は12,270人である。バスケットボール、バレーボール、レスリング、重量挙げなどのスポーツやコンサート・会議のイベントが開催された。施設には、4方向から見えるスコアボード、6つのオンラインシステムカウンター、4つのロッカールーム、2つのインターネットルーム、2つの多目的オフィス、VIPルームなどがある。駐車場の容量は1,500台である。

## イベント
ガラタサライの男子バスケットボールチームと女子バスケットボールチームは、ターキッシュ・バスケットボール・リーグの2009/10シーズンに出場し、このアリーナをホームとして戦った。
過去に行われたビッグイベントの一例としては、以下のようなものがある。
- 1992年欧州チャンピオンズカップファイナルフォー[7]
- 1995年サポルタ・カップ決勝[8]
- 1996年FIBAユーロスターズ [9]
- 2001年ユーロバスケット決勝
- 第49回ユーロビジョン・ソング・コンテスト
- 2009年ヨーロッパ短水路選手権